# Jenny Evensen
Jenny Evensen, född 13 juli 2006, är en norsk skådespelare.
Jenny Evensen slog igenom som skådespelare i den norska ungdomsserien Gilla mig på NRK där hon spelar Oda, en av huvudrollerna. Hon har även medverkat i dramakomediserien Pörni. I dramaserien La Palma spelar hon Charlie som i serien blir kär och tillsammans med Sara. Hon har även spelat, Maria, en av de större rollerna i kommande filmen Kraken.

## Filmografi (i urval)
- 2018–2024 – Gilla mig (TV-serie)
- 2022 – Pörni (TV-serie)
- 2024 – La Palma (TV-serie)
- 2025 – Kraken